# Северная дивизия
Северная дивизия (исп. División del Norte) была испанской пехотной дивизией 19-го века. Во время её формирования Испания была союзником Франции, и дивизия в 15 тыс. человек под командованием Педро Каро-и-Суреды, маркиза де ла Романо, первоначально использовалась в период между 1807 и 1808 годами для несения гарнизонной службы в Гамбурге под общим командованием маршала Бернадота. В марте 1808 года вместе с франко-бельгийским подразделением примерно того же размера дивизия была развернута в Дании с двумя целями — защищать эту страну, также союзника Наполеона, и готовиться к вторжению в Швецию. По разным причинам планы вторжения сошли на нет, но войска Бернадотта оставались в Дании около 12 месяцев.

## Исторический фон
Годы после Французской революции 1789 года были неспокойным временем для Европы, что имело последствия и для нейтральных стран. В 1800 году Дания и Норвегия заключили договор о вооруженном нейтралитете со Швецией, Россией и Пруссией. Это было расценено в Британии как враждебный акт, и 2 апреля 1801 года попытка Британии вытеснить Данию из альянса привела к морскому сражению, известному как Копенгагенское сражение. В 1807 году Дания снова подверглась нападению со стороны Британии, на этот раз причиной конфликта стал датский флот. Копенгаген был обстрелян и подчинён, а флот конфискован и переправлен в Великобританию. Впоследствии Дания вступила в союз с Наполеоном, в результате чего в Дании было размещено около 33 тыс. французских, бельгийских и испанских войск.

## Возвращение в Испанию
Пока дивизия находилась в Дании, 2 мая 1808 года произошло антифранцузское восстание в Мадриде. Узнав об изменившейся ситуации, Романа вместе с англичанами решили вернуть дивизию в Испанию. Маркиз связался с контр-адмиралом Китсом на его флагмане HMS Superb, и 9 августа 1808 года испанцы захватили форт и город Нюборг. Затем в порт вошла эскадра Китса и организовала перевозку испанцев обратно на родину. 27 августа около 9-12 тыс. человек из 15-тысячной дивизии смогли погрузиться на британские корабли и в конечном итоге бежать в Испанию. Их дезертирство превратило «ганзейскую армию» Бернадотта в ряд прибрежных гарнизонов, серьёзно подорвав левое (северное) крыло Наполеона в борьбе с Австрией за господство над Центральной Европой в 1809 году.

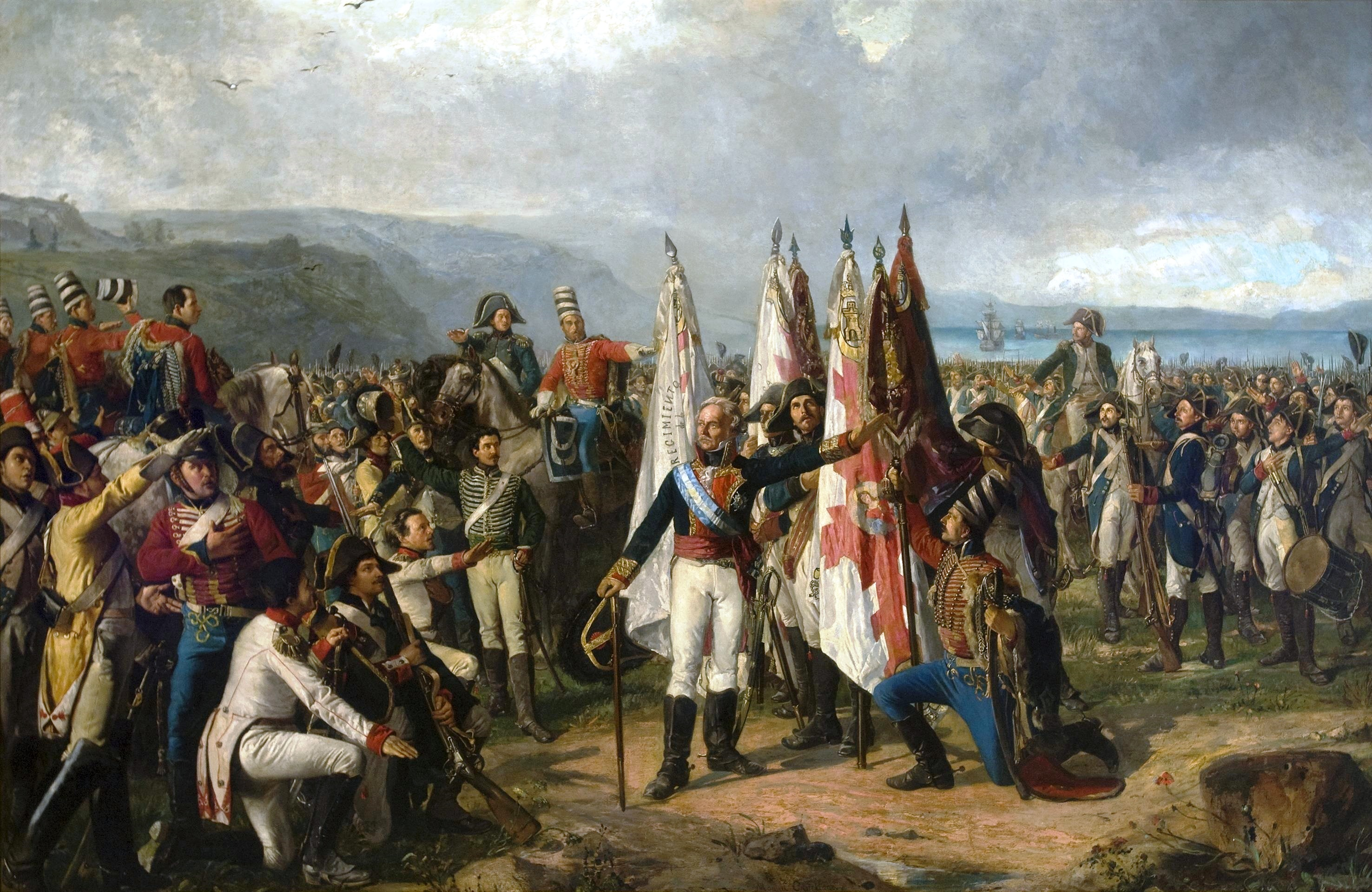
Дивизия Севера, направленная на борьбу с англичанами в Дании, клянётся повернуть оружие против Франции и встать на сторону англичан.

Романа и его люди прибыли в Сантандер, Испания, где он был назначен командиром Галисийской Армады. Подразделение усилило армию генерал-лейтенанта Хоакина Блейка, Галисийская армия которого отступала под напором превосходящих французских сил в Кантабрии. В битве при Валмазеде, которая состоялась 5 ноября 1808 года, Блейк неожиданно развернулся к своим преследователям, чтобы спасти захваченный отряд, и разгромил дивизию армии генерала Виктора в Валмазеде, Бискайя.
Затем дивизия участвовала в битве при Эспиносе, произошедшей 10 и 11 ноября в городке Эспиноса-де-лос-Монтерос в Кантабрийских горах. В результате битвы генерал Виктор победил Блейка. Блейк, к его чести, совершил героическое отступление на запад через горы, избегая преследования Сульта. Однако, когда он прибыл в Леон 23 ноября, под его знамёнами осталось только 10 тыс. человек.